# Nagant M1895
Fabriqué pour l'armée russe puis soviétique de 1895 à 1944, le revolver Nagant 1895 fut inventé par la firme belge Nagant.

## Histoire
Le Nagant 1895 est d'abord fabriqué en Belgique de 1895 à 1913. Les Arsenaux russes le produisent de 1900 à 1917 en simple puis en double action. La fabrication reprendra entre 1921 et 1933 et enfin de 1941 à 1945 en URSS. Durant les années 1920, il fut livré au NKVD une version à canon et crosse raccourcie et une autre à modérateur de son. En 1930, la Fabryka Broni Radom rachète les machines-outils de Nagant pour fournir le Nagant Ng 30 à la jeune Armée polonaise. Les différences entre les modèles belges, polonais, russes et soviétiques résident dans le bois de la crosse et la forme du guidon. Environ 2 millions de Nagants russes furent ainsi produits pendant 50 ans.
À noter que ce revolver est soumis à autorisation, en Belgique, et ce depuis que la catégorie "arme de panoplie", auquel il appartenait avant, a disparu.

## Fonctionnement
Cette arme de poing est un des rares revolvers à joint obturé : lorsqu'on arme le chien, après la rotation d'un septième de tour, le barillet avance et l'avant de l'étui de la cartouche, dépassant du barillet, rentre dans le canon. Au départ du coup, la balle écarte l'étui qui rentre en contact avec l'intérieur du canon, ainsi une totale étanchéité a lieu, l'entrefer étant nul. Il n'y a aucune perte des gaz de combustion et le projectile gagne donc en vitesse et puissance. Typiquement, avec des chargements conformes aux munitions d'origine, par comparaison avec des cartouches à étui trop court pour assurer l'étanchéité, comme ceux rechargés à partir d'étuis de .32-20, le gain de vitesse d'un projectile d'une masse de 98 grains est de l'ordre de 30 à 40 mètres par seconde. Cette particularité fait que contrairement au revolver classique, il peut être rendu plus silencieux grâce au modérateur de son Bramit après transformation, le modérateur de son d'origine dénommé S-42 est constitué d'un tube d'acier de 40 mm de diam. et 175 mm de long, à l'intérieur duquel sont placés neuf diaphragmes en caoutchouc. Ce dispositif a été distribué aux unités de résistances qui opéraient derrière les lignes allemandes. De telles armes ont été utilisées par les services secrets soviétiques durant la Seconde Guerre mondiale pour des assassinats derrière les lignes ennemies.
En dehors de cette particularité, le Nagant 1895 possède un barillet non tombant et un mécanisme à simple et double action jusqu'en 1910, barillet tombant à droite « Nagant, 1910 spécial ».

## Fiche technique
- Munition: 7,62 mm Nagant
- Masse à vide: 780 g
- Longueur à vide: 230 mm
- Canon: 114 mm
- Capacité: 7 cartouches

## Campagnes
Les modèles en service dans l'Empire russe puis en URSS connurent la Guerre russo-japonaise, la Grande Guerre, la Guerre civile russe et enfin la Grande Guerre patriotique. Les officiers grecs et roumains l'avaient aussi au poing en 1914-1918.

## Dans la culture populaire
- Dans le jeu vidéo Call of Duty: World at War, l'arme est présente dans la campagne soviétique.

- Dans le film Stalingrad, sorti en 2001, réalisé par Jean-Jacques Annaud on peut voir un commissaire politique soviétique utiliser l'arme contre un déserteur fuyant un bateau à la nage sur la Volga.
- Dans les jeux vidéos Girls' Frontline ainsi que Girls' Frontline 2: Exilium, Nagant est un personnage équipé d'un Nagant M1895

## Variantes

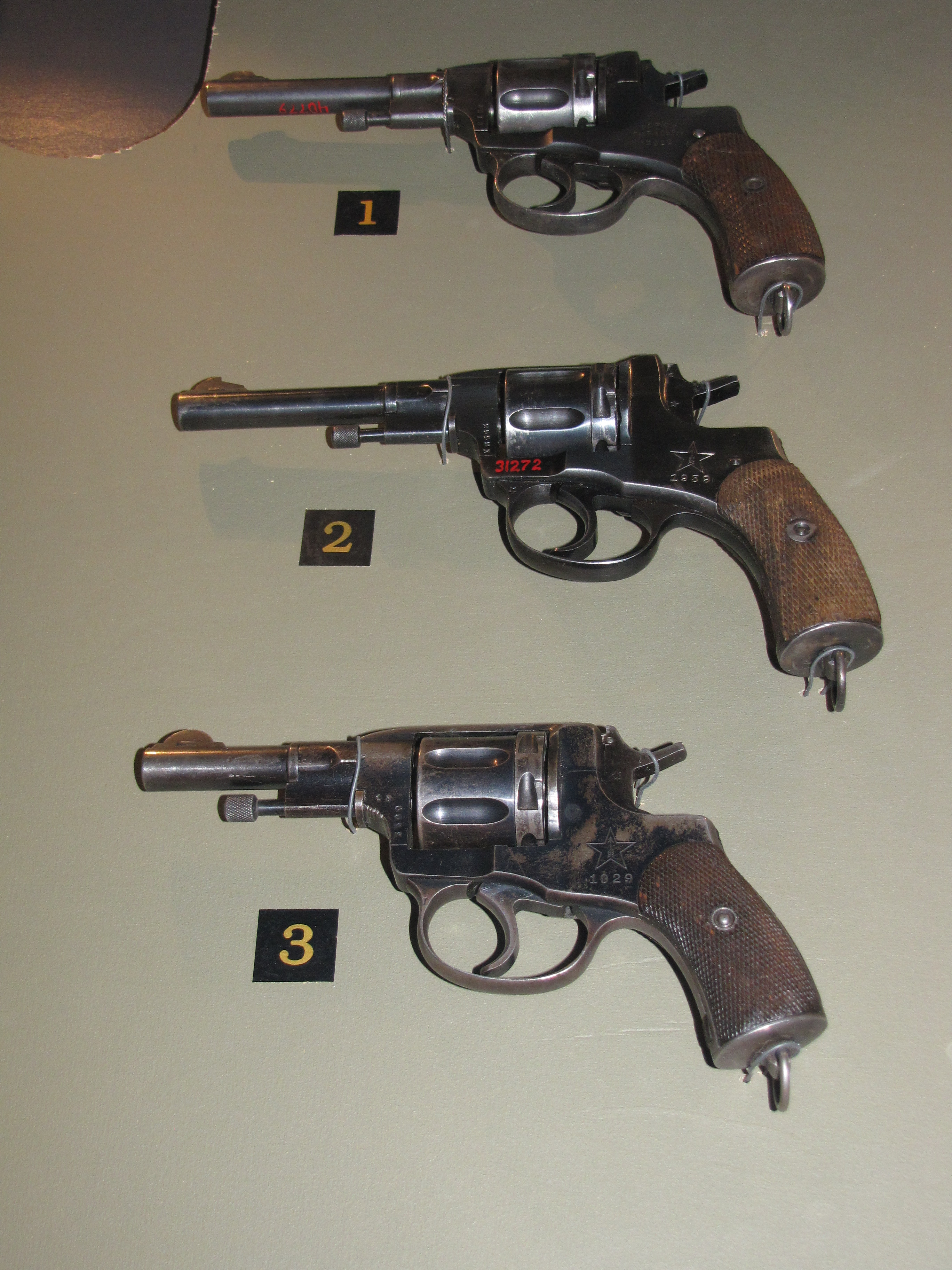
3 révolvers Nagant 1895 de fabrication soviétique : le modèle portant le no 3 était destiné aux agents du NKVD.

- Le Nagant fourni au NKVD avait un canon plus court (86 mm) et une crosse moins haute (20 mm). Cette arme de police mesure donc 20 cm pour 720 g.
- La version « Sport » comprenait un canon lourd de 15 cm et une crosse anatomique. Le barillet contenait seulement 6 cartouches. Ce revolver prévu pour le tir sportif acceptait aussi la munition de 7,62. Son encombrement était de 31 cm et sa masse de 1 200 g.
- Le Nagant pour l'entraînement tirait le .22 LR. Ses dimensions étaient celles du revolver 1895 mais il ne pesait que 850 g